# Кампофредо II (Кампобасо)
Кампофредо II је насеље у Италији у округу Кампобасо, региону Молизе.
Према процени из 2011. у насељу је живело 13 становника. Насеље се налази на надморској висини од 633 м.